# 삼일포역
삼일포역(三日浦驛)은 조선민주주의인민공화국에 위치한 금강산청년선의 철도역이다. 금강산 관광을 통해 이 역으로 갈 수 있었으나, 금강산 관광 중단 이후 불가능하다. 인근에 삼일포 해수욕장이 있다.

## 연혁

### 현 삼일포역
- 1932년 11월 1일 : 동해북부선 외금강~고성 구간 개통과 함께 고성역(高城驛)으로 영업 개시[1]
- 1950년 : 6.25 전쟁으로 폐지
- 2007년 5월 17일 : 남북철도연결사업에 의해 삼일포역으로 재개업

### 구 삼일포역
- 1933년 8월 1일 : 안변역 기점 109.2km 지점에 삼일포역이 개업[2]
- 1944년 6월 15일 : 폐지[3]

## 같이 보기
- 금강산청년선
- 금강산 해금강
- 삼일포